# Rectoría de Nuestra Señora del Carmen (Orizaba)
La '"Rectoría de Nuestra Señora del Carmen"' es un templo religioso de culto católico que pertenece a la jurisdicción eclesiástica de la diócesis de Orizaba, bajo la advocación de Nuestra Señora del Carmen. Se encuentra ubicado en el centro histórico de la ciudad de Orizaba desde el siglo XVIII siendo establecido primero como un convento de los hermanos carmelitas descalzos.

## Festividades
La principal festividad de este templo es el 16 de julio de cada año en que se festeja a Nuestra Señora del Carmen. Se reúnen personas de Orizaba y de municipios circunvecinos a muy temprana hora para cantar las mañanitas a la Virgen del Monte Carmelo entre otras actividades religiosas.

## Horarios
| Horario de misas       |
| Domingos               |
| ---------------------- |
| 10:30, 12:00pm, 7:00pm |
| Lunes a sábado         |
| 7:00 p. m.             |